# 고백 (2021년 영화)
《고백》은 2021년에 개봉한 대한민국의 영화이다.

## 캐스팅
- 박하선 : 오순 역
- 하윤경 : 지원 역
- 감소현 : 윤보라 역
- 서영화 : 송미연 역
- 정은표 : 이병훈 역
- 김평조 : 박 경장 역
- 황리한 : 주 형사 역
- 노기용 : 백 형사 역
- 김만호 : 윤재식 역
- 박명신 : 오순 모 역
- 김완수 : 서 경사 역
- 서석규 : 장 경장 역
- 이헌주 : 보라담임 역
- 김예나 : 임희선 역
- 박민설 : 아나운서 역
- 원유진 : 형우 모 역
- 변진수 : 민원인 역
- 김자홍 : 편의점직원 역
- 김형록 : 스토커 역
- 민구경 : 의사 역
- 문기영 : 강사 역
- 김하은 : 최소영 역
- 백승준 : 질문학생 역
- 이규철 : 남고생 역
- 강나현 : 어린오순 역
- 김성혁 : 사진사 역
- 장근영 : FD 역
- 양윤희 : 신고자 역
- 이철은 : 현장감식반 역
- 임형국 : 심리전문가 역
- 배유리 : 시민 (목소리) 역
- 정기욱 : 시민 (목소리) 역
- 서은영 : TV (목소리) 역

## 같이 보기
- 2021년 대한민국의 영화 목록